# Sonbol – Rallye durch den Gottesstaat
Sonbol – Rallye durch den Gottesstaat ist ein deutscher Dokumentarfilm von Niko Apel aus dem Jahr 2008.

## Handlung
Sonbol ist 35 Jahre alt und Single. Sie hat ihre eigene Zahnarztpraxis und fährt nebenbei Autorallyes, am liebsten gegen Männer. Sonbol lebt in der heiligen Stadt Mashad in der Islamischen Republik Iran. Für das Leben, das sie führt, muss sie kämpfen, jeden Tag. Gegen ihre Mutter, die sie verheiraten will, gegen die Sportfunktionäre, die den Frauen die Teilnahme an den Rallyes verbieten wollen und nicht zuletzt gegen ihre eigenen Zweifel, ob Gott auf ihrer Seite steht.

## Hintergrund
Sonbol – Rallye durch den Gottesstaat ist eine Produktion der Sommerhaus Filmproduktion in Koproduktion mit der Filmakademie Baden-Württemberg und dem SWR (Redaktion Junger Dokumentarfilm), gefördert von der MFG Filmförderung Baden-Württemberg.
Uraufgeführt wurde der Film beim Filmfestival Max Ophüls Preis 2008.

## Auszeichnungen
- Grimme-Preis 2009 in der Kategorie Information & Kultur
- FIRST STEPS Award 2008 in der Kategorie „Dokumentarfilm“
- SehSüchte – Internationales Studentenfilmfestival Potsdam 2008: Dokumentarfilmpreis
- Kinofest Lünen 2008: Kurzfilmpreis „Erster Gang“
- Duisburger Dokumentarfilmwoche 2008: Publikumspreis
- Filmfestival Max Ophüls Preis Saarbrücken 2008: Lobende Erwähnung
- Filmschau Baden-Württemberg 2008: Lobende Erwähnung
- Indie Lisboa 2009, Portugal